# Méhes Balázs (orgonaművész)
Méhes Balázs (1973) magyar orgonaművész, a Károli Gáspár Református Egyetem nagykőrösi Pedagógiai Karának tanszékvezető főiskolai tanára, dékánhelyettese, a Tiszakécskei Református Egyházközség orgonistája, a Szabolcska Mihály Református Énekkar karnagya.

## Életpályája
1988-ban a miskolci Bartók Béla Zeneművészeti Szakközépiskolában Virágh Endre orgonista növendéke lett. 1997-ben szerzett orgonaművészi és zeneelmélet-tanári diplomát a budapesti Liszt Ferenc Zeneművészeti Főiskolán Ruppert István és Lehotka Gábor növendékeként. Ezt követően részt vett prof. David Titterington kurzusain, Budapesten, Nagykőrösön, és mint a Mihály András Alapítvány ösztöndíjasa 2000-ben Dartingtonban, ahol az International Summer School hallgatója volt. Ugyanebben az évben kezdte meg kántori szolgálatát a tiszakécskei református gyülekezetben. 2001-ben egyéves ösztöndíjat nyert a herfordi Egyházzenei Főiskolára. Visszatérése óta a tiszakécskei református gyülekezet orgonistája és a Szabolcska Mihály Református Énekkar karnagya. Művészeti vezetője az Ókécskei zenés esték sorozatnak és alkalmi hangversenyeknek.
Koncertező művészként rendszeresen fellép Németország, Erdély, Svájc és hazánk számos templomában. Több cikk és tanulmány szerzője, melyekben a hangszertörténet egyes területeit, illetve a zeneélmény és zeneértés összefüggéseit vizsgálja. Oktatói tevékenységet a Károli Gáspár Református Egyetem Pedagógiai Karának Hittanoktató- és Kántorképző Intézetében folytat, az Egyházzenei és Zenepedagógiai Tanszék vezetője. 2005–2008 között a Liszt Ferenc Zeneművészeti Egyetem Doktoriskolájának volt hallgatója. 
2006-ban elnyerte Tiszakécske város művészeti díját. Hegyi Barnabás kontratenor énekes 2009-ben megjelent CD-jén continuó-játékosként mutatkozott be. 2010-ben megvédett doktori disszertációja és az ahhoz kapcsolódó hangverseny alapján a Liszt Ferenc Zeneművészeti Egyetem a zeneművészetek doktora címmel (DLA) ismerte el szakmai tevékenységét. 2012-ben Tiszakécske város művészeti díja elismerésben részesült a Szabolcska Mihály Református Énekkar vezetőjeként. 2018-ban jelent meg Orgonaportré című CD-je, melyen a tiszakécskei református templom orgonáját mutatja be.

## Írásai
- https://vm.mtmt.hu//search/slist.php?lang=0&AuthorID=10044066